# معركة دنكيرك
معركة دنكيرك هي إحدى المعارك البارزة خلال الحرب العالمية الثانية التي نشبت بين قوات الحلفاء وألمانيا النازية، اندلعت على الجبهة الغربية في أثناء معركة فرنسا. شهدت معركة دنكيرك دفاع قوات الحملة البريطانية وبقايا القوات الفرنسية عن ميناء دنكيرك آخر الموانئ المتبقية في أيدي الجيش الفرنسي، وذلك في أثناء عملية إجلائها عن المدينة التي امتدَّت أسبوعاً من 26 مايو إلى 4 يونيو عام 1940 والتي انتهت بنقل ثلث مليون جندي.
بعد الحرب الزائفة بدأت معركة فرنسا في العاشر من مايو عام 1940، ونجحت سريعاً «مجموعة الجيوش الألمانية باء» في الشرق بغزو هولندا واحتلالها، ثم تقدَّمت غرباً باتجاه بلجيكا. وعلى إثر ذلك أطلق القائد الأعلى لقوات الحلفاء موريس غاملان «الخطة دال» التي كانت تعتمد بشكل أساسي على تحصينات خط ماجينو الدفاعي. وقد أمر غاملان القوات الخاضعة لقيادته - وهي ثلاث جيوش آلية والجيشان الفرنسيَّان الأول والسابع وقوات الحملة البريطانية - بالتوجُّه إلى نهر دايل لتحصينه، إلا أن «مجموعة الجيوش الألمانية ألف» تمكَّنت في هذه الأثناء بالرابع عشر من مايو من اختراق الأردين متّجهة بسرعةٍ نحو ثغرة سيدان، ثم استدارت شمالاً باتّجاه القنال الإنكليزي لتلفَّ من وراء قوات الحلفاء وتُطوِّقها تطويقاً هائلاً، فيما دعاه الجنرال الألماني إريش فون مانشتاين «ضربة المنجل» التي تركت الحلفاء تحت الحصار.
شنَّ الحلفاء سلسلةً من الهجمات المضادَّة، مثل معركة أراس، إلا أنَّهم فشلوا في صدّ الألمان، فبلغ هؤلاء الساحل الفرنسي بحلول العشرين من مايو، ليقطعوا خطوط الاتّصال بين قوات الحملة البريطانية والجيش الفرنسي الأول والجيش البلجيكي. وبعد أن وصل الألمان إلى ساحل القنال أخذوا يزحفون شمالاً بحذائه، ليهدّدوا بتطويق وأسر القوات البريطانية والفرنسية قبل أن يتمَّ إجلاؤها إلى بريطانيا.
وفي هذه الأثناء، قرَّر الألمان - في أحد أكثر قرارات الحرب جدليَّة - تعليق الزَّحف باتّجاه دنكيرك، إلا أن أدولف هتلر - على عكس الاعتقاد السائد - لم يكن صاحب هذا القرار، إنَّما الجنرالان غيرد فون رونتشتيت وغونثر فون كلوج، إلا أن هتلر صادق على القرار في الرابع والعشرين من مايو بموافقة القيادة العليا للفيرماخت. وقد استراح الجيش الألماني لثلاثة أيام، وفي هذه الأثناء بنى الحلفاء خطاً دفاعياً وبدؤوا حملة عملاقة لإجلاء قواتهم عن مدينة دنكيرك، شاركت فيها القوات البحرية والسفن التجارية وحتى زوارق الصيد الصغيرة، لتصبح حملة شعبية لإنقاذ الجيش البريطاني. وفي النهاية نجح الحلفاء بإنقاذ 330,000 جندي، إلا أنهم خسروا 40,000 آخرين بقوا في المدينة أسرى للألمان، كما وقد حظي الألمان بغنائم ضخمة وكميَّات هائلة من العتاد الذي خلَّفته وراءها قوات الحلفاء.

## الخلفية

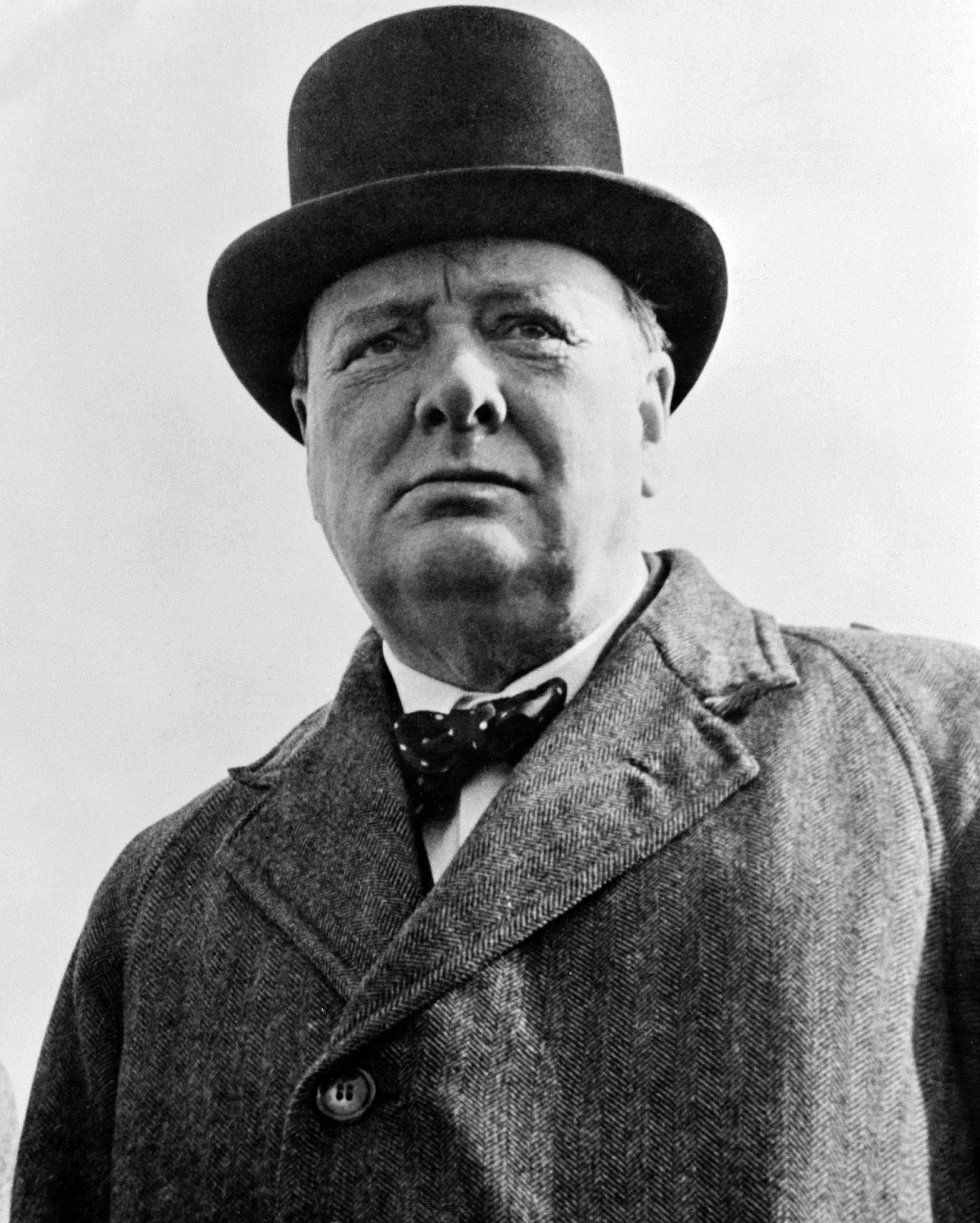
ونستون، رئيس وزراء بريطانيا إبان الحرب العالمية الثانية

أصبح ونستون تشرشل في العاشر من مايو عام 1940 رئيس وزراء المملكة المتحدة. لكن بحلول السادس والعشرين من الشهر كانت قوات الحملة البريطانية والجيش الفرنسي الأول محاصرين بين الألمان من جهةٍ ومياه القنال الإنكليزي من الجهة الأخرى، في منطقة يبلغ طولها نحو 95 كيلومتراً ويتراوح عرضها من 20 إلى 24 كيلومتراً. وفي هذه الأثناء كانت أغلب القوات البريطانية لا تزال في مدينة ليل على مسافة 40 كم من دنكيرك، بينما قوات الفرنسيُّون خلفهم جنوباً، وقد طوَّق كل هذه القوات جيشان ألمانيَّان كبيران: مجموعة الجيوش (ب) في الشرق بقيادة الجنرال فيدور فون بوك، ومجموعة الجيوش (أ) في الغرب بقيادة الجنرال غيرد فون رونتشتيت.

## المعركة

### التقهقر غرباً

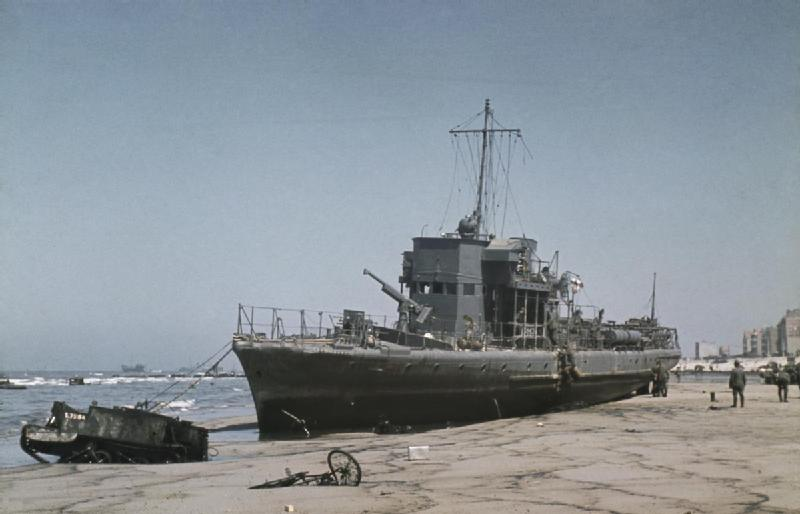
صورة ملوَّنة التقطت مباشرةً بعد جلاء البريطانيّين عن مدينة دنكيرك ودخول الألمان إليها.

في السادس والعشرين من مايو أخبر أنطوني إيدن - أمين سر الحرب في الدولة - الجنرال لورد غورت بأنَّه قد يضطر إلى «القتال متراجعاً نحو الغرب»، وأمره بإعداد خطَّة للجلاء، وقد كان غورت يتوقَّع مثل هذا الأمر، لذلك كان قد أعدَّ بالفعل الخطط التمهيديَّة استعداداً له. كان المُخطَّط الأول قد وضع للدّفاع على طول قناة ليس، إلا أن تنفيذه فشل بسبب التقدم الجديد الذي أحرزته القوات الألمانية في السادس والعشرين من مايو، حيث انهارت الفرقتان رقم 2 و50، وتعرَّضت الفرق رقم 1 و5 و48 لهجماتٍ عنيفة. تكبَّدت الفرقة الثانية خسائر فادحةً وهي تحاول إبقاء منفذٍ مفتوح لتجنُّب تطويق القوات الفرنسية، إلى حدّ أنَّ حجمها تقلَّصَ حتى كتيبةٍ واحدة، لكنَّها نجحت في مهمِّتها، حيث تمكَّنت الفرق رقم 1 و3 و4 و42 من النَّفاذ والهروب عبر هذا المنفذ في ذلك اليوم، كما نجحت في الأمر ذاته نحو ثلث قوات الجيش الفرنسي الأول. ومع تراجع الحلفاء السَّريع أجبروا على ترك مدفعيَّاتهم وعرباتهم خلفهم بعد إعطابها وعتادهم بعد تدميره.
تقهقر البريطانيُّون في السابع والعشرين من مايو حتى خطّ دنكيرك الدفاعي. وفي ذلك اليوم وقعت مجزرة لي باراديس، عندما أعدمت فرقة توتينكوبف الثالثة ميدانياً 97 أسيراً بريطانياً قرب قناة لي باسيه. في هذه الأثناء كان سلاح الجو الألماني يقصف مواقع الحلفاء بعنف، ثم يُلقِي فوقها قصاصاتٍ ورقيَّةً كتب عليها باللغتين الإنكليزية والفرنسية: «أيها الجنود البريطانيون! انظروا إلى الخريطة: فهي تظهر لكم وضعكم الحقيقي! جنودكم محاصرون بالكامل، لذلك توقَّفوا عن القتال! ألقوا أسلحتكم أرضاً!». وبعد وصول المدفعيَّة إلى المدى المناسب من القوات البريطانية بدأت تشارك هي الأخرى بالقصف الكثيف على دنكيرك. وبحلول هذا الوقت، كانت تتناثر في شوارع المدينة جثث نحو 1,000 قتيل. ولم يتوقَّف القصف حتى انتهاء الجلاء عن دنكيرك.

### معركة ويتشيت
أرسل غورت الجنرال آدم لبناء الخطّ الدفاعيّ حول دنكيرك، فيما كان على الجنرال بروك تثبيت مواقع الفرق رقم 3 و4 و5 و50 على طول قناة يبرس-كومينز، لتغطية تراجع باقي قوات الحملة البريطانية. وقد كانت معركة ويتشيت هي أصعب ظرف واجهه بروك خلال تولّيه هذه المهمَّة.
شنَّ الألمان في السادس والعشرين من مايو هجماتٍ تجريبيَّةً لاختبار قوَّة المواقع البريطانية. وفي أعقاب ذلك، أطلقوا صبيحة السابع والعشرين من الشهر هجوماً شاملاً مستعينين بثلاث فرقٍ جنوب يبرس، تحوَّل إلى معركة مربكةً ومشوشة بسبب الأحراش الكثيفة التي جعلت الرؤية أمراً صعباً، وزاد الطين بلَّةً أن البريطانيّين لم يستعملوا الراديو خلال المعركة في أيّ وحداتٍ أدنى من مستوى الكتيبة، وأنَّ خطوط الهاتف انقطعت، فكانت الاتّصالات في حالٍ سيئة. وقد استعمل الألمان تكتيكات التسلُّل لاختراق صفوف البريطانيّين فنجحوا في هزمهم.
اندلَعَت أكثر الاشتباكات عنفاً في قطاع الفرقة الخامسة. ففي السابع والعشرين من مايو أمر بروك الضابط برنارد مونتغمري بإطالة خطّ فرقته الثالثة الدفاعيّ يساراً، ليُحَرِّر الكتائب رقم 10 و11 التابعة للفرقة الرابعة ويسمح لها بالالتحاق بالفرقة الخامسة عند ترعة ميسينز. وقد وصلت الكتيبة العاشرة أولاً، فوجدت أن الألمان قد تقدَّموا كثيراً بالفعل بحيث أوشكوا على تطويق المدفعيَّة البريطانية، إلا أنها نجحت بمساعدة الكتيبة الحادية عشرة بطرد الألمان من الترعة، وبحلول الثامن والعشرين من الشهر كانت الكتيبتان قد توغَّلتا جيداً في شرق ويتشيت.
وفي ذلك اليوم أمر بروك بشنّ هجومٍ مضادّ تقوده الكتيبتان 10 و11 ومجموعة حرس القنابل الثالثة وفوج شمال ستافوردشاير الثاني. وقد تقدَّم هذا الأخير حتى نهر كورتيكير، وأما حرس القنابل فقد بلغوا ساحل القنال، رغم أنَّهم لم يتمكَّنوا من السيطرة عليه طويلاً. نجح الهجوم المضادّ في زعزعة صفوف الألمان، ومنح وقتاً إضافياً لقوات الحملة البريطانية للتراجع نحو الساحل.